# Faithful Breath
Faithful Breath — немецкая рок-группа, образованная в 1967 году под названием Magic Power, однако вскоре была переименована в Faithful Breath. В 1986 году группа снова сменила название на Risk.

## История
Группа образована в 1967 году в немецком городе Виттен. Ранние альбомы группы можно отнести скорее к прогрессивному року, нежели к хеви-металу, однако, начиная с середины 1980-х, в частности с выпуска пятого альбома Gold 'n' Glory в 1984 году, группа работала в стиле немецкого хэви-метала. Немалую толику в популярность коллектива внес известный немецкий музыкант и певец Удо Диркшнайдер, который продюсировал альбомы группы.
Gold 'n' Glory, записанный квартетом из Хейнца (вокал/гитара), Энди (гитара), Хорста (бас-гитара) и Юргена (ударные) представлял энергичный хэви-метал, с сохраненной мелодичностью, свойственной немецкой метал-музыке того периода, хоровыми припевами и боевым имиджем участников группы — так музыканты выступали в шлемах викингов, меховых накидках и шипах, удачно комбинируя данный исторический образ с кожаной одеждой, свойственной рок-музыке. Три композиций с альбома были написаны Хейнцом Микусом в соавторстве с барабанщиком Юргеном Дастерлогом, ещё две — авторства Хорста Стабенова и Дастерлога, ещё одна написана в дуэте Микус/Вагенер, одна авторства Микус/Стабенов. Композицию Play The Game в одиночку написал басист Стабенов.
Успех альбома Gold 'n' Glory подкрепляется одноимённым туром, после которого, группа приступает к сочинению новых песен к грядущему альбому.
Вышедший годом позже Skol не получил такой популярности как предшественник, хотя и содержал такие «хитовые» композиции как Start It Up и Inside Out, написанные в стиле песен альбома Gold 'n' Glory. Продюсером пластинки выступил Герд Раутенбах, до того работавший с группой Scorpions, позднее — с сольным проектом Диркшнайдера U.D.O. в 1987—1988 годах.
Альбом записан уже с изменённым составом — второй гитарист Энди Хёниг и басист Хорст Стабенов покинули группу и на их место были приняты Тило Германн и Питер Делл соответственно.
В процессе сочинения песен поучаствовал второй гитарист Энди Хёниг, так, он является соавтором песни Rock Rebels вместе с Дастерлогом.
В 1986-м группа переименовалась в Risk и просуществовала до 1993 года, записав 5 студийных и 1 мини-альбом. Радикально сменился и музыкальный стиль группы — теперь коллектив играл треш-метал.
В 1989-м лейбл Steamhammer выпускает компиляцию Double Thing, содержащую переиздания альбомов Gold 'n' Glory и Skol с оригинальным порядком песен.

## Дискография

### Студийные альбомы
- Fading Beauty (1974)
- Back on My Hill (1980)
- Rock Lions (1981)
- Hard Breath (1983)
- Gold 'n' Glory (1984)
- Skol (1985)

### Синглы
- «Stick in Your Eyes / Back on My Hill» (1977)
- «Die Morderbiene» (1981)
- «Hurricane» (1981)
- «A Million Hearts / Gold 'n' Glory» (1984)

### Компиляции
- Double Thing (1989)

### Концертные альбомы
- Live (1986)

### Видеоклипы
- Faithful Breath — Skol

## Составы
- Хейнц Микус — электрогитара (1967—1986), вокал — (1986—1993);
- Рейнхольд Иммиг — элетрогитара (1967—1969);
- Вальтер Шрейер — электрогитара (1967—1972);
- Хорст Стабенов — бас-гитара (1967—1984)